# Cantó de Charroux
El cantó de Charroux és un cantó francès del departament de la Viena, situat al districte de Montmorillon. Té 9 municipis i el cap és Charroux.

## Municipis
- Asnois
- La Chapelle-Bâton
- Charroux
- Chatain
- Genouillé
- Joussé
- Payroux
- Saint-Romain
- Surin

## Història
| Data d'elecció                           | Identitat              | Partit              | Qualitat |
| ---------------------------------------- | ---------------------- | ------------------- | -------- |
| 1949-1973                                | Émile Rivier           | rad.                |          |
| 1973-2004                                | Jean-Charles Chevalier | CD, després UDF-CDS |          |
| 2004-                                    | Yves Gargouil          | Divers droite       |          |
| les dades anteriors no són pas conegudes |                        |                     |          |
|                                          |                        |                     |          |

## Demografia
| A partir de 1990: Població sense dobles comptes |